# Psammitis xysticiformis
Psammitis xysticiformis is een spinnensoort uit de familie van de krabspinnen (Thomisidae).
De wetenschappelijke naam van de soort werd in 1935 als Oxyptila xysticiformis gepubliceerd door Lodovico di Caporiacco.